# Maserati 3200 GT
 Maserati 3200 GT – samochód sportowy klasy średniej produkowany przez włoską markę Maserati w latach 1998 - 2002. 

## Historia i opis modelu

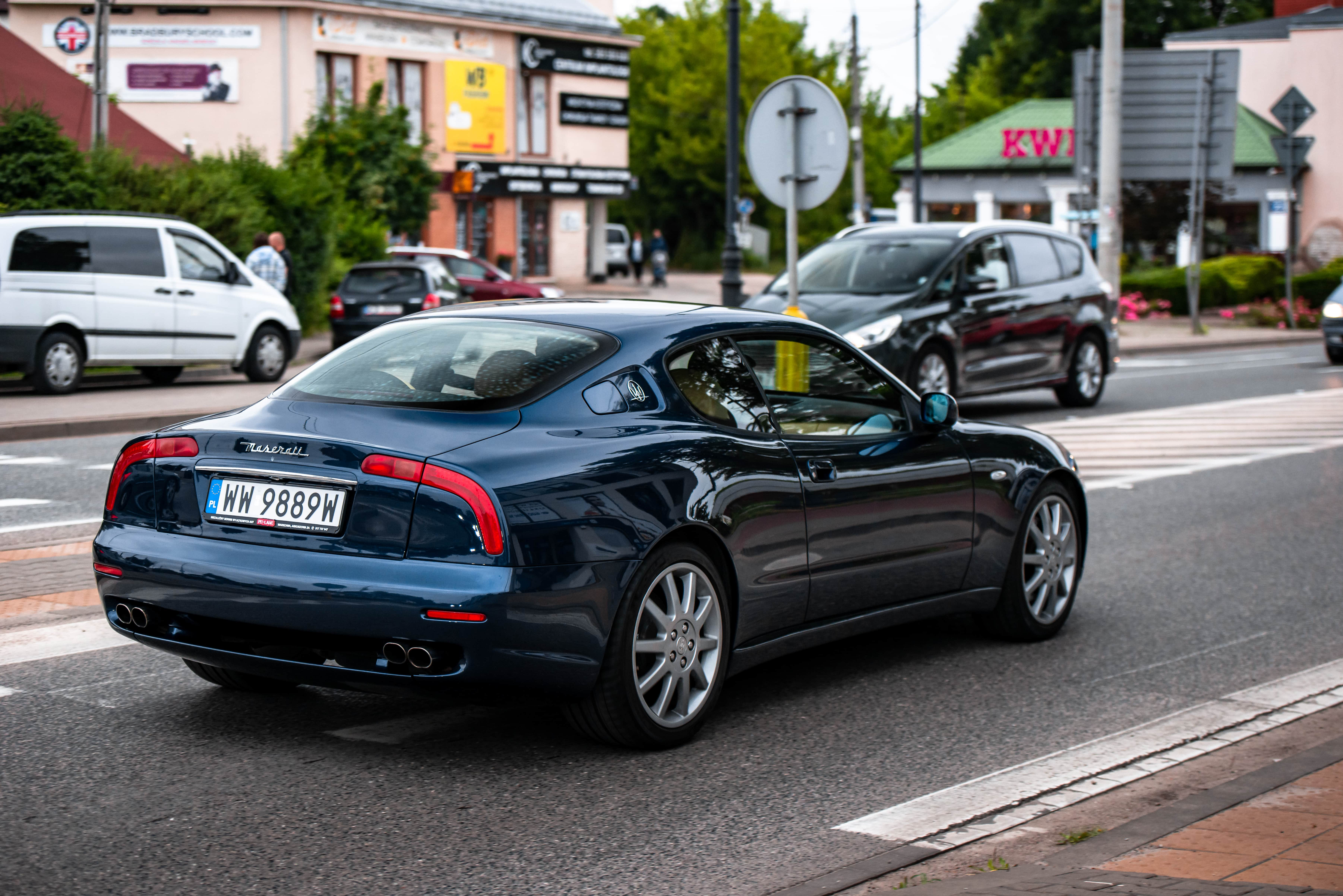
Maserati 3200 GT - tył

Maserati 3200 GT to włoskie coupe z podwójnie doładowaną V8-ką i napędem na tylną oś. Jego linię zewnętrzną zaprojektował Giorgio Giugiaro, a deska rozdzielcza i wnętrze to dzieło Enrico Fumia, ówczesnego dyrektora centrum stylistycznego Lancii. Niespotykane lampy tylne w kształcie bumerangów każdemu fanowi motoryzacji kojarzą się tylko z Maserati. Od 1998 do 2002 roku wyprodukowano ich 4795 sztuk, z czego egzemplarzy ze skrzynią automatyczną powstało jedynie 2106. Był to ostatni model marki z silnikiem stworzonym samodzielnie przez Maserati. Generował on moc 375 koni mechanicznych, przenoszona ona była na koła tylne poprzez 6-biegową manualną bądź 4-biegową automatyczną skrzynią biegów.
Maserati według oficjalnych danych ma 375 KM i rozpędza się do setki w 5,12 s, a prędkość maksymalna wynosi 280 km/h. Jednak 3200gt na hamowniach osiąga od 409 km do nawet 412 km, setkę osiąga w około 4,7 sekundy, a prędkość maksymalna wynosi 300 km/h.

### Dane techniczne
Silnik:
- V8 90° 3,2 l (3217 cm³) bi-turbo, 4 zawory na cylinder
- Stopień sprężania: 8,0:1
- Moc maksymalna: 276 kW (375 KM) przy 6250 obr./min[2]
- Maksymalny moment obrotowy: 491 N•m przy 4500 obr./min

Osiągi:
- Przyspieszenie 0-100 km/h: 5,12 s[2]
- Prędkość maksymalna: 280 km/h[2]